# Ekbergsparkens naturreservat
Ekbergsparken är ett naturreservat i Tranås kommun i Jönköpings län i Småland.
Området är 15 hektar stort och är skyddat sedan år 1997. Det är beläget centralt inne i tätorten Tranås och består av ett lövskogsområde. 
Syftet med naturreservatet är att bevara det stadsnära ekbevuxna naturparksområdet med tillhörande kulturmiljö.

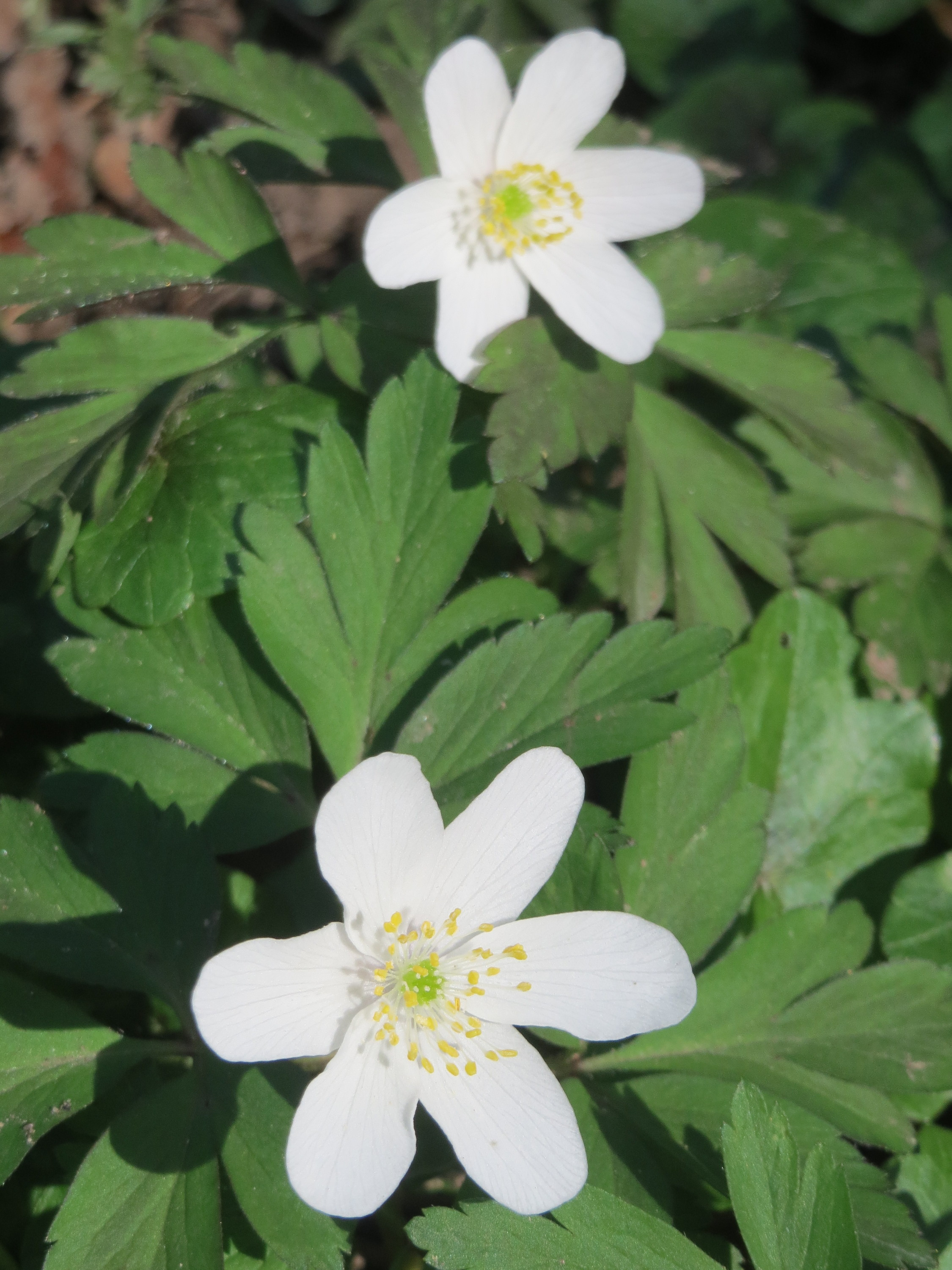
Vitsippa

Hela området är bergigt, kuperat och helt omgivet av bebyggelse utom i söder där Svartån utgör gräns. Genom parken går små vägar och stigar. Skogen består mest av ek, björk och hassel. Några av ekarna beräknas vara över 500 år gamla.
I reservatets norra del ligger Holavedens hembygdsgård med kulturhistoriska byggnader från 1700-talet som är ditflyttade från trakten kring Sommen och Tranås. Där finns även ett vandrarhem.